# فرودگاه دایابون
فرودگاه دایابون (به انگلیسی: Dajabón Airport) یک فرودگاه همگانی است که یک باند فرود سنگفرش دارد و طول باند آن ۱۶۷۶ متر است. این فرودگاه در کشور جمهوری دومینیکن قرار دارد و در ارتفاع ۱۷۰ متری از سطح دریا واقع شده‌است.